# Garça de Cima
Garça de Cima es una localidad caboverdiana del municipio de Ribeira Grande.

## Geografía
La localidad está situada en la isla Santo Antão.

## Organización territorial
La localidad abarca los lugares y barrios de:
- Andriene
- Boca de Andriene
- Bordeira de Cose de Chã
- Buraquinho
- Cabeçadas
- Cator
- Cavoco de João Veríssimo
- Chã de Ascencio de Horta
- Chã de Bento
- Chã de Cima
- Chãde Goteira
- Chã de Guim
- Chã de Nove
- Chã Luis
- Chanzinha de Cabeçadas
- Chanzinha de Hortas
- Chãzinha
- Enxode
- Esponjeiro
- Fajã de Matos
- Fanado
- Fundo
- Fundo Chica
- Hortas da Garça
- Lombinho
- Lombo Amaro
- Lombo de Cacaio
- Lombo de Cruz
- Lombo de Guim
- Lombo de Pardal
- Lombo Endriano
- Lombo Geada
- Lombo João da Ninho
- Lombo Matias
- Lombo Nico
- Lombo Pelado
- Manta Velha de Fajã de Matos
- Marcelo
- Pilão
- Portalinho de Cabeçadas